# Castellar (Italie)
Pour les articles homonymes, voir Castellar.
Castellar est une ancienne commune italienne de la province de Coni dans la région du Piémont. Le 1er janvier 2019, elle est annexée à la commune de Saluces.

## Administration
| Période                                  | Période | Identité | Étiquette | Qualité |
| ---------------------------------------- | ------- | -------- | --------- | ------- |
|                                          |         |          |           |         |
| Les données manquantes sont à compléter. |         |          |           |         |

### Hameaux
Regione Giardino, Regione Morra, Regione Pairunella, Regione San Guglielmo, Regione Testa Nera 

### Communes limitrophes
Pagno, Revello, Saluzzo